# The Ran-Dells
The Ran-Dells byl americký hudební soubor z New Jersey. V roce 1963 vydali hit s názvem Martian Hop, který se umístil na 27. místě časopisu Billboard a dosáhl 16. místa v žebříčku Billboard Hot 100, který monitoruje sto nejprodavanějších. Do dnešní doby se nedochovaly všechny jejich nahrávky. Celá skupina se skládala ze tři bratranců, smlouvu měli s nahrávacím studiem Dona Kirshnera. John Sprit se později uplatnil jako bubeník RCA records, The Sidekicks a The Red Coats. Steven Rappaport zemřel 4. července 2007 na srdeční infarkt a John Sprit v roce 2003.